# زیتون
زیتون (به انگلیسی: Olive) و با (نام علمی: Olea europaea) شامل تقریباً ۲۰ گونه درختان کوچک از خانواده زیتونیان بوده و در جهان کهن از حوزه دریای مدیترانه، شمال آفریقا، جنوب شرقی آسیا، شمال تا جنوب چین، اسکاتلند و شرق استرالیا پراکندگی گسترده‌ای داشته‌اند. آن‌ها همیشه سبز دارای برگ‌هایی کوچک و یک‌پارچه هستند که روبروی هم قرار گرفته‌اند. میوه این گیاه یک شفت است.

## پیشینه

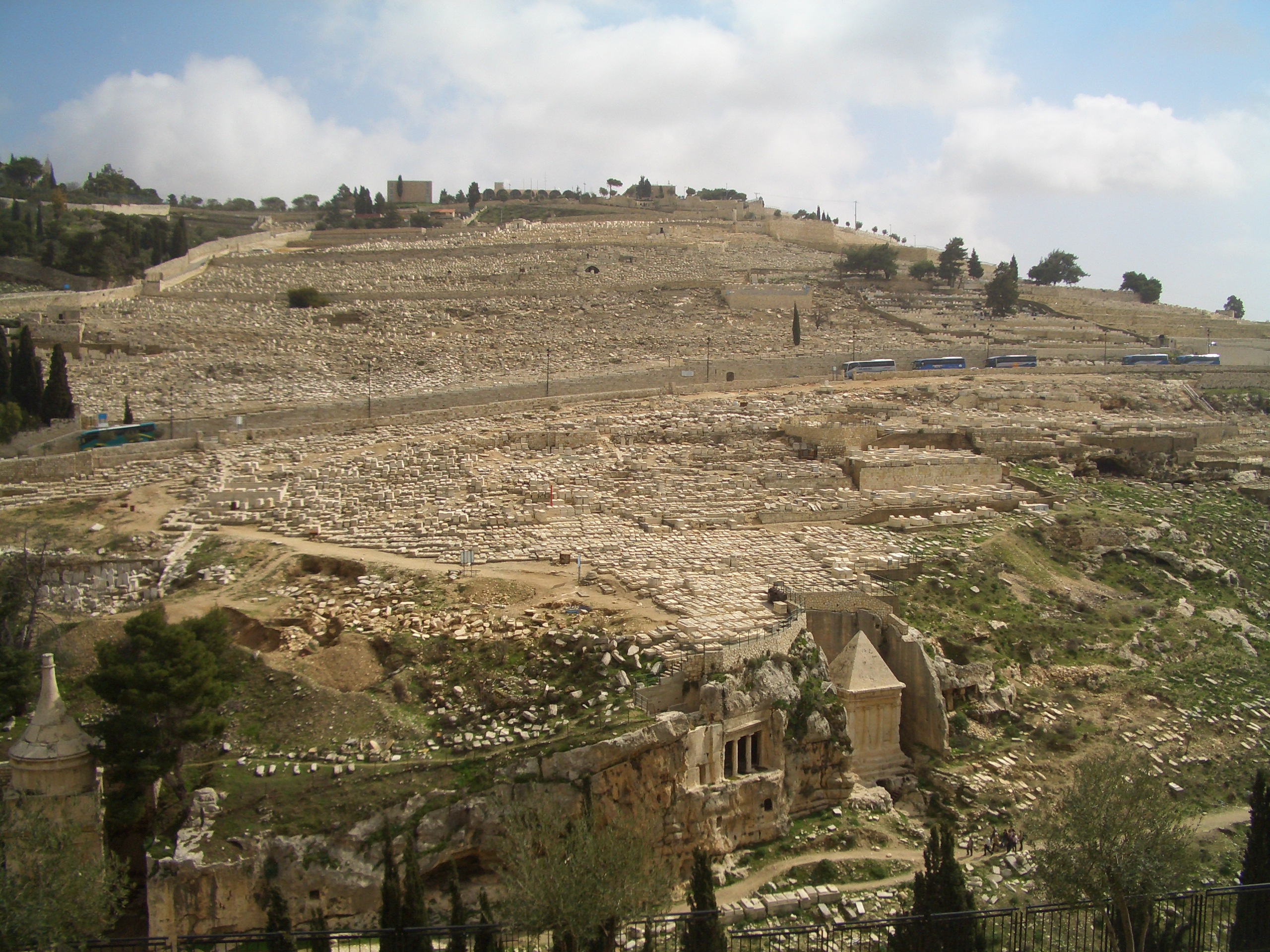
نمایی از کوه زیتون در اورشلیم از نمادهای مذهبی یهودیان و مسیحیان.

تخمین دقیق زمانی که زیتون از حالت وحشی خارج شد، تحت کنترل کشاورزان درآمد و به صورت میوهٔ باغی مورد استفاده قرار گرفت، ممکن نیست. اشارات فراوانی که در انجیل دربارهٔ این گیاه و تولید آن وجود دارد و فراوانی ضمنی آن در سرزمین کنعان و منطقه‌ای در سوریه، که همیشه زیتون برای اقتصاد ساکنین آن مهم بوده است، موجب این نتیجه‌گیری می‌شود که سوریه محل تولد زیتون پرورش یافته است. احتمالاً در آغاز، یک گونه اصلاح شده به دست تعدادی از فرقه کوچک سامی افتاد و به تدریج در قبایل اطراف نیز گسترش یافت و با حداقل تلاش به میزان بسیار زیادی پرورش یافت؛ این ماده روغنی در آب و هوای خشک شرق، ماده‌ای بسیار حیاتی برای سلامتی به‌شمار می‌رفت و میوه این درخت در آن دوران ابتدایی در بین جنگجویان بربری نمادی از صلح و حسن نیت بود. دورانی بعد و هم‌زمان با توسعه سازمان‌های دریایی این روغن به‌عنوان یکی از اقلام تجاری به کشورهای آسیای صغیر و مناطق دریایی انتقال یافت و بی‌تردید گیاه زیتون نیز در پی آن گسترش یافت.

### زیتون در یونان باستان
در دنیای هومر همان‌گونه که در ایلیاد مشخص است، روغن زیتون فقط به‌عنوان یک ماده برای ثروتمندان – محصول خارجی – شناخته شده و بیشتر به سبب ارزش آن برای آرایش پهلوانان مورد توجه بوده است؛ جنگجویان بعد از استحمام به خودشان روغن زیتون می‌زدند و بدن پاتروکلوس هم عیناً با روغن زیتون پوشیده می‌شد. اما نه اشاره‌ای به کشت این گیاه شده و نه بر روی تاکستانی که روی سپر آشیل نقش شده، وجود دارد. اما اگرچه در ایلیاد هیچ اشاره‌ای به کشت زیتون نشده، وجود آن در باغ السینوس و دیگر کنایه‌های آشنا، نشان‌دهنده این حقیقت است که زیتون در زمان نگارش ادیسه شناخته شده است.
هر زمان به معرفی این گیاه می‌رسیم تمامی روایات به تپه‌های آهکی آتیکا به‌عنوان اولین مکان کشت آن در شبه جزیره یونانی اشاره دارد. زمانی که پوسایدون (خدای دریا) و آتنا (الهه عقل و زیبایی) برای شهر آینده رقابت می‌کردند، به خواست الهه یک زیتون از صخره‌های لم‌یزرع پدیدار شد (نگهبان هنرهایی که بر آن وضعیت رو به افزایش تأثیر جاودانی گذاشت). این‌که این افسانه ارتباطی با اولین کشت زیتون در یونان دارد، با توجه به داستان جالبی که توسط هرودوت در مورد اهالی اپیداروس نقل شده قطعی به نظر می‌رسد. آن‌ها به علت از دست دادن محصول‌شان مجبور به مشورت با (پیشگوی معبد دلفی) شدند و مقرر شد تا مجسمه‌های دامیا و هورای (هردو از نمادهای حاصلخیزی) را از چوب باغ‌های زیتون بتراشند. سپس تنها در اختیار مردم آتن قرار گیرد. آتنی‌ها به درخواست مردم اپیداروس درختی را به آن‌ها اعطا کردند مشروط به آنکه هر سال برای آتنا الهه عقل و زیبایی (نگهبان آن) قربانی کنند؛ بنابراین آن‌ها دستور پیشگو را اطاعت کرده و سرزمین‌شان دوباره حاصل‌خیز شد.

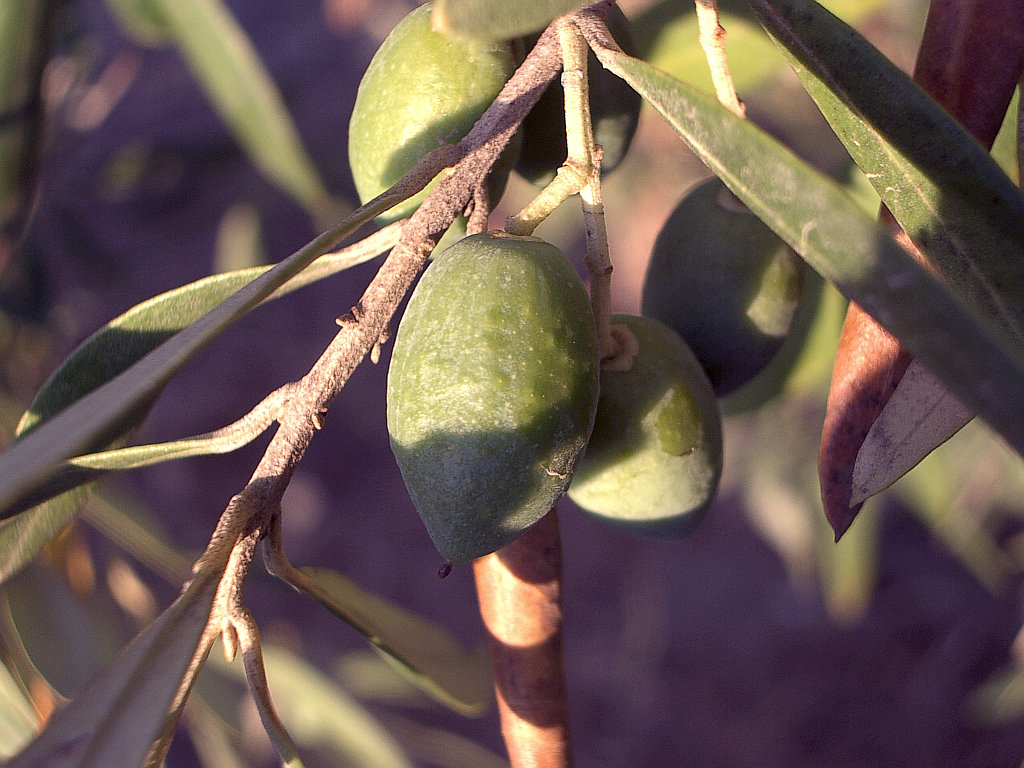
درخت زیتون، نمایی از شاخه، برگ‌ها و میوه.

درخت مقدس الهه مدت طولانی در آکروپلیس قرار داشت و اگرچه در حمله ایرانیان نابود شد، دوباره از ریشه جوانه زد (گفته می‌شود بعضی مکنده‌های این ریشه، درختان زیتون باغ محل تحصیل افلاطون را به وجود آورده‌اند که پس از گذشت سال‌ها هنوز بسیار قابل احترام هستند).
در زمان سولون حقوق‌دان یونانی، زیتون به قدری گسترده شده بود که او وضع قوانینی را برای کشت منظم این درخت در آتیکا ضروری دانست. این منطقه‌ای بود که احتمال زیتون از آن‌جا به تدریج در تمام نواحی هم‌پیمان با یونان و کشورهای انشعابی از آن انتشار یافت. در ساحل آسیای صغیر که در آن‌جا مقدار فراوانی از این درخت در زمان تاله‌ها وجود داشت، این درخت ممکن است در سال‌هایی پیش‌تر از آن توسط کشتی‌های فینیقی آورده شده باشد. برخی از جزایر دریای اژه نیز ممکن است آن را از همین منبع به دست آورده باشند؛ زیتون جزیره رودز و جزیره کرت نیز شاید ریشه‌ای مانند این‌ها داشته باشند. اگر از لقب اسکیلس استفاده کنیم، جزیره ساموس باید سال‌ها زیادی قبل از جنگ‌های ایران دارای درختان زیتون میوه‌دار بوده باشند.
زیتون جایگزین مناسبی برای چربی‌های حیوانی و کره مصرفی مردم نواحی شمال شد و در بین ملل جنوب نیز همین‌طور. در بین یونانیان روغن زیتون به‌عنوان یک ماده غذایی مهم و نیز برای کاربردهای خارجی اهمیت زیادی داشت. رومیان بیشتر از آن در آشپزی و غذا استفاده می‌کردند و به‌عنوان ماده‌ای ضروری برای آرایش پرارزش بود و در روزهای پرشکوه امپراتوری بعدی این به صورت یک اصل درآمد که زندگی طولانی و خوش به دو مایع بستگی دارد: با شراب و بدون روغن.

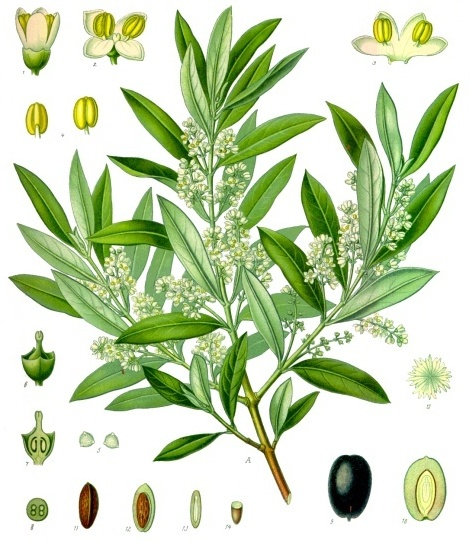
طراحی قرن نوزدهم میلادی

پلینی به صورت مبهمی پانزده گونه زیتون کشت شده در دوران خودش را توصیف می‌کند که با ارزش‌ترین آن‌ها لینکیان نامیده می‌شد و روغن به دست آمده از آن در ونافروم در ناحیه کامپانیای ایتالیا عالی‌ترین نوع شناخته شده برای خبرگان رومی بود؛ تولید شده در ایستریا و بائتیکا در شبه جزیره ایتالیا به‌عنوان رده دوم مورد توجه قرار داشت.
خوراک‌شناس امپراتور با خواباندن زیتون خام در آب نمک به‌عنوان تحریک‌کننده اشتها به این میوه ارزش بیشتری بخشید که کمتر از انواع جدید آن نبودند و ترشی زیتون با حفظ خصوصیات طعم خود در انبارهای زیر خاک پمپئی یافت شده‌اند. آب تلخ زیتون یا پس مانده حاصل از آن در خلال روغن‌گیری (به نام آمورکا) و برگ‌های گس آن دارای خواص بسیاری هستند که نویسندگان دوران بسیار دور به آن‌ها اشاره کرده‌اند. پزشکان رومی از روغن زیتون تلخ وحشی در پزشکی استفاده می‌کردند ولی کاربرد آن به‌عنوان غذا یا در آشپزی مشخص نیست.
در عصر حاضر این میوه گستردگی فراوانی در جهان پیدا کرده است و اگر چه ناحیه مدیترانه که خاستگاه آن است هم‌چنان تولیدکننده عمده زیتون است، این درخت اکنون در نواحی بسیار زیادی که برای توزیع‌کنندگان اولیه آن ناشناخته است، با موفقیت کشت می‌شود. یک درخت زیتون که با دیوارهای آجری بلند محافظت می‌شود در باغ فیزیک چلسی لندن نگهداری می‌شود. زیتون مدت زمان کمی پس از کشف قاره آمریکا توسط ساکنین اسپانیایی به آن‌جا انتقال یافت.

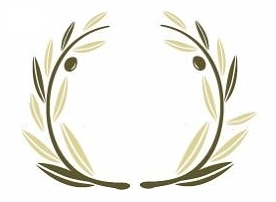
تاج زیتون از نمادهای بازی‌های باستانی المپیک.

این گیاه در شیلی به فراوانی سرزمین اصلی زیتون کشت می‌شود (گاهی تنه درخت قطور می‌شود) درحالی که روغن به دست آمده از میوه آن کیفیتی متوسط دارد. بعد از آن، زیتون وارد کشور پرو شد اما به موفقی شیلی نبوده است. در قرن ۱۷ (مبلغان مذهبی یسوعی) آن را به مکزیک بردند و توسط همین نمایندگان در کالیفرنیا کاشته شد که در آن‌جا بر اثر مدیریت بی‌دقت فاتحان انگلوساکسون کشت آن متوقف شد. در ایالات جنوب شرقی نیز به کشت آن مبادرت شده مخصوصاً در کارولینای جنوبی، فلوریدا و می‌سی‌سی‌پی. این گیاه درون بسیاری از کشورهای نیم‌کره شرقی کشت شده که به علت نوع کشت در قدیم ناسازگار محسوب می‌شده است. در ایران و ارمنستان آن را در دوران نسبتاً اولیه تاریخ می‌شناختند و در حال حاضر باغ‌های زیتون بسیار زیادی در مصر علیا نیز وجود دارد. درخت زیتون به کشاورزی چین نیز معرفی شده است و یکی از منابع مهم افزوده شده برای کشاورزان استرالیایی است. کوینزلند دارای آب و هوایی بسیار مطلوب برای زیتون است. در جنوب استرالیا نزدیک آدلاید شدیداً رشد می‌کند و احتمالاً مناطق ساحلی فراوانی در این قاره جزیره‌ای وسیع وجود دارد که امکان پرورش این گیاه در آن‌ها نیست. هم‌چنین زیتون با موفقیت در برخی قسمت‌های جزایر مهاجرنشین معرفی شده است.
زیتون اصلی‌ترین محصول کشاورزی در فلسطین است و بیشتر میزان تولیدات زیتون صرف تولید روغن زیتون می‌شود. براساس آمارها، ۵۷ درصد از اراضی کشاورزی در فلسطین زیر کشت زیتون قرار دارد.
همچنین در سال ۲۰۱۱، هفت میلیون و ۸۰۰ هزار اصله درخت بارور زیتون در فلسطین وجود داشته است. در سال ۲۰۱۴، ۱۰۸ هزار تن زیتون برداشت شد و ۲۴ هزار و ۷۰۰ تن روغن زیتون نیز تولید شد. در این سال تولید زیتون و روغن زیتون ۱۰ میلیون و ۹۰۰ هزار دلار سودآوری برای فلسطین داشت. در سال ۲۰۱۴ دستکم ۱۰۰ هزار خانواده فلسطینی درآمد اصلی خود را از تولید زیتون و روغن زیتون بدست آوردند

### زیتون به عنوان نماد

پرچم سازمان ملل متحد.

درخت زیتون، به ویژه شاخه زیتون، جایگاه مهمی در ذهن زنان و مردان دارد. در گذشته زیتون نه تنها نشانی از صلح بلکه نمایان‌گر ثروت و وفور کشور بود؛ حمل شاخه‌های آن در جشن‌های بزرگ یونان، افشاندن زیتون وحشی برای قهرمانان المپیک، تاج زیتون فاتحان رومی در مراسم استقبال، و مواردی که سواره‌نظام‌ها در بازدیدهای امپراتوری همانند هدیه‌های نمادین صلح بکار می‌بردند (دوران بربرها) که فقط با پیروزی حفظ می‌شدند.
تاج زیتون، شاخه‌ای از درخت زیتون است که بدور حلقه‌ای پیچیده شده و در بازی‌های باستانی المپیک یونان به قهرمان اعطا می‌شده است. در المپیک ۲۰۰۴ آتن سنت اهدای تاج زیتون تجدید شد و به همراه مدال طلا به قهرمانان اعطا شد.
کبوتری که یک شاخهٔ زیتون، در منقارش باشد، به عنوان سمبل جهانی، از وحدت و صلح شناخته شده است. ریشهٔ این سمبل، به داستان کشتی نوح برمی‌گردد. بر اساس این داستان، وقتی خشم خداوند که به صورت سیل نمود یافته بود، فروکش کرد. یک کبوتری که شاخه‌ای از زیتون، به منقار داشت، به سوی کشتی آمد که نشانهٔ آزادی و صلح بود
شاخه زیتون در پرچم سازمان ملل متحد نیز به عنوان نماد صلح استفاده شده است.

## کشت زیتون در ایران

### درخت زیتون در رودبار
پیش از این تصور می‌شد کشت زیتون در رودبار قدمت ۸۰۰ ساله دارد اما تازه‌ترین کشفیات باستان‌شناسی در تپه باستانی کلورز بیانگر این است که کشت زیتون در این منطقه به بیش از دو هزار سال پیش بازمی‌گردد. همچنین ناصرخسرو در سفرنامه خود از وجود زیتون در طارم سخن گفته و از طارم به هندوستان ایران یاد کرده است.زیتون در شهرستان  ارادان،شهرستان گرمسار،شهرستان سرخه  وشهرستان سمنان  که در استان سمنان هستند ، کشت می شود. بیشترین سطح زیر کشت زیتون دراستان گلستان  در شهرستان‌ های گرگان ، گنبد کاووس  ،مینودشت  و رامیان  است.

## کشورهای عمده تولیدکننده زیتون
زیتون یکی از پرکشت‌ترین میوه‌های جهان است. در سال ۲۰۱۸ مساحتی نزدیک به ۱۰٫۵ میلیون هکتار زیر کشت زیتون بوده است که این میزان تقریباً دوبرابر مساحت زیر کشت جهانی سیب، موز یا انبه بوده است. تنها نارگیل و نخل روغنی سطحی بالاتر از زیتون را به خود اختصاص داده‌اند. از سال ۱۹۶۰ تا ۱۹۹۸ سطح زیر کشت زیتون سه برابر شده و از میزان ۲٫۶ میلیون هکتار به ۷٫۹۵ میلیون هکتار رسیده است. بر اساس سازمان جهانی غذا و کشاورزی، کشورهای مدیترانه ای بیشترین تولید این محصول یعنی نزدیک به ۹۵٪ تولید جهانی آن را به خود اختصاص داده‌اند.
| کشور/ منطقه | کشور/ منطقه         | تولید (برحسب تن) |
| ----------- | ------------------- | ---------------- |
| ۱           | اسپانیا             | ۹٬۸۱۹٬۰۰۰        |
| ۲           | ایتالیا             | ۱٬۸۷۷٬۰۰۰        |
| ۳           | مراکش               | ۱٬۵۶۱٬۰۰۰        |
| ۴           | ترکیه               | ۱٬۵۰۰٬۰۰۰        |
| ۵           | یونان               | ۱٬۰۷۹٬۰۰۰        |
| ۶           | الجزایر             | ۸۶۰٬۰۰۰          |
| ۷           | تونس                | ۸۲۵٬۰۰۰          |
| ۸           | مصر                 | ۷۶۸٬۰۰۰          |
| ۹           | پرتغال              | ۷۴۰٬۰۰۰          |
| ۱۰          | سوریه               | ۴۰۰٬۰۰۰          |
| ۱۱          | پرو                 | ۱۸۹٬۰۰۰          |
| ۱۲          | لیبی                | ۱۸۸٬۰۰۰          |
| ۱۳          | آرژانتین            | ۱۷۴٬۰۰۰          |
| ۱۴          | اردن                | ۱۵۸٬۰۰۰          |
| ۱۵          | ایالات متحده آمریکا | ۱۳۸٬۰۰۰          |
| تولید جهانی | تولید جهانی         | ۲۱٬۰۶۶٬۰۰۰       |

## گونه‌ها
معروف‌ترین گونه شناخته شده این گیاه زیتون اروپایی نام دارد که از دوران باستان برای تهیه روغن زیتون و نیز برای خوردن خود میوه آن کاربرد داشته است (که در حالت طبیعی تلخ است و باید در معرض تخمیر طبیعی قرار گیرد یا به منظور قابل خوردن شدن، آن را در آب نمک بخوابانند).

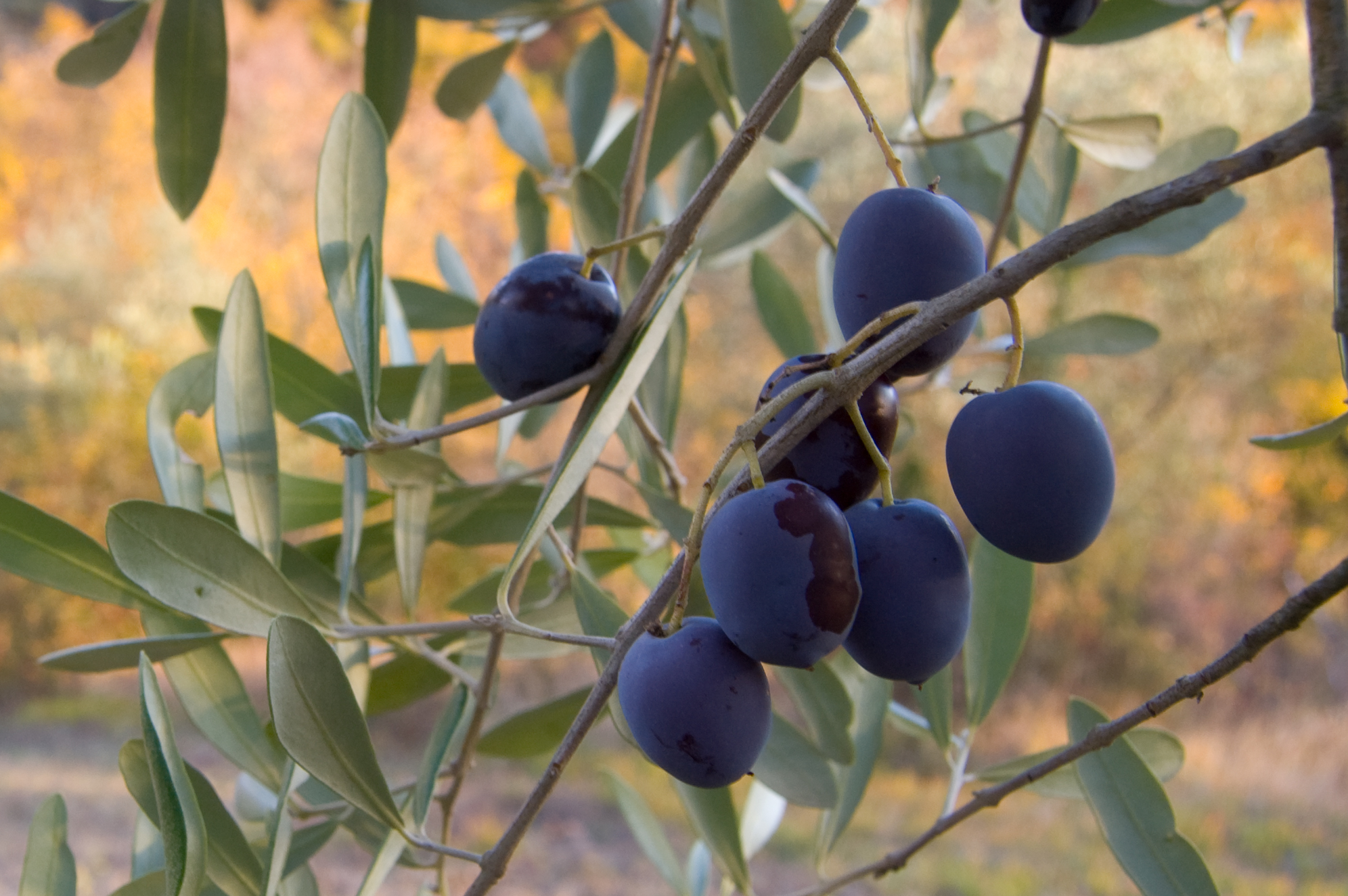
میوه زیتون بر روی درخت

زیتون وحشی به شکل درخت کوچک یا بوته‌هایی با رشد هرزه و تیغ‌دار است که دارای برگ‌هایی دوک مانند و تیز، رنگ سبز مایل به خاکستری در قسمت بالا است. زیتون وحشی جوان در قسمت پایین سفید رنگ و دارای پولک‌هایی مایل به سفید است. گل‌های سفید کوچکی دارد که کاسه و جام گل‌ها دارای چهار درز کاسه گل، دو پرچم و کلاله شکافته است. این گل‌ها به تدریج به شکل خوشه‌هایی که از کنار برگ‌ها ظاهر می‌شوند و بر روی چوب‌های سال‌های آخر می‌روید. شفت (میوه) در گیاه وحشی، کوچک و دارای غلافی گوشت‌دار است. این غلاف که تعیین‌کننده ارزش اقتصادی میوه است، در نوع وحشی نسبتاً نازک است. انواع کشت شده خصوصیات متفاوتی دارند اما فشرده‌تر، حاصلخیزتر و بیخار است.
از دیدگاه پرورش‌دهندگان مدرن، تنوع زیتون‌های شناخته شده بسیار زیاد است. فقط در ایتالیا حداقل ۳۰۰ گونه وجود دارد اما تعداد کمی از آن‌ها تا حد مناسبی رشد می‌کنند. گونه‌های اصلی ایتالیا Leccino , Frantoio و Carolea هستند. هیچ‌کدام از آن‌ها را نمی‌توان با توصیفات باستانی همانند دانست. اگرچه بعید نیست بعضی از گونه‌های نازک‌برگ، که بیش از همه مورد توجه هستند، از تبار Licinian معروف باشند. درختان پهن‌برگ اسپانیا میوه‌های درشت می‌دهند اما غلاف آن‌ها طعمی نسبتاً تلخ‌تر دارد و کیفیت روغن آن‌ها نامرغوب‌تر است. این زیتون‌های اسپانیایی هستند که معمولاً پس از سوراخ سوراخ شدن و پر شدن، پرورده شده و پس از خواباندن در آب نمک تازه خوردنی می‌شوند (با فلفل ترشی، پیاز ترشی یا سایر چاشنیها).

### گونه‌های دیگر
رده زیتونیان شامل گونه‌های دیگر بااهمیت اقتصادی هستند. Olearia paniculata درخت بزرگ‌تری است در جنگل‌های کوئینزلند که ارتفاع آن به ۱۵ یا ۱۸ متر می‌رسد (۵۰ یا ۶۰ فوت) که از چوب آن الوارهایی سخت و محکم می‌سازند. هنوز چوب سخت Olea laurifolia در استان ناتال آفریقای جنوبی، چوب آهن سیاه مناطق مهاجرنشین است.

## خصوصیات

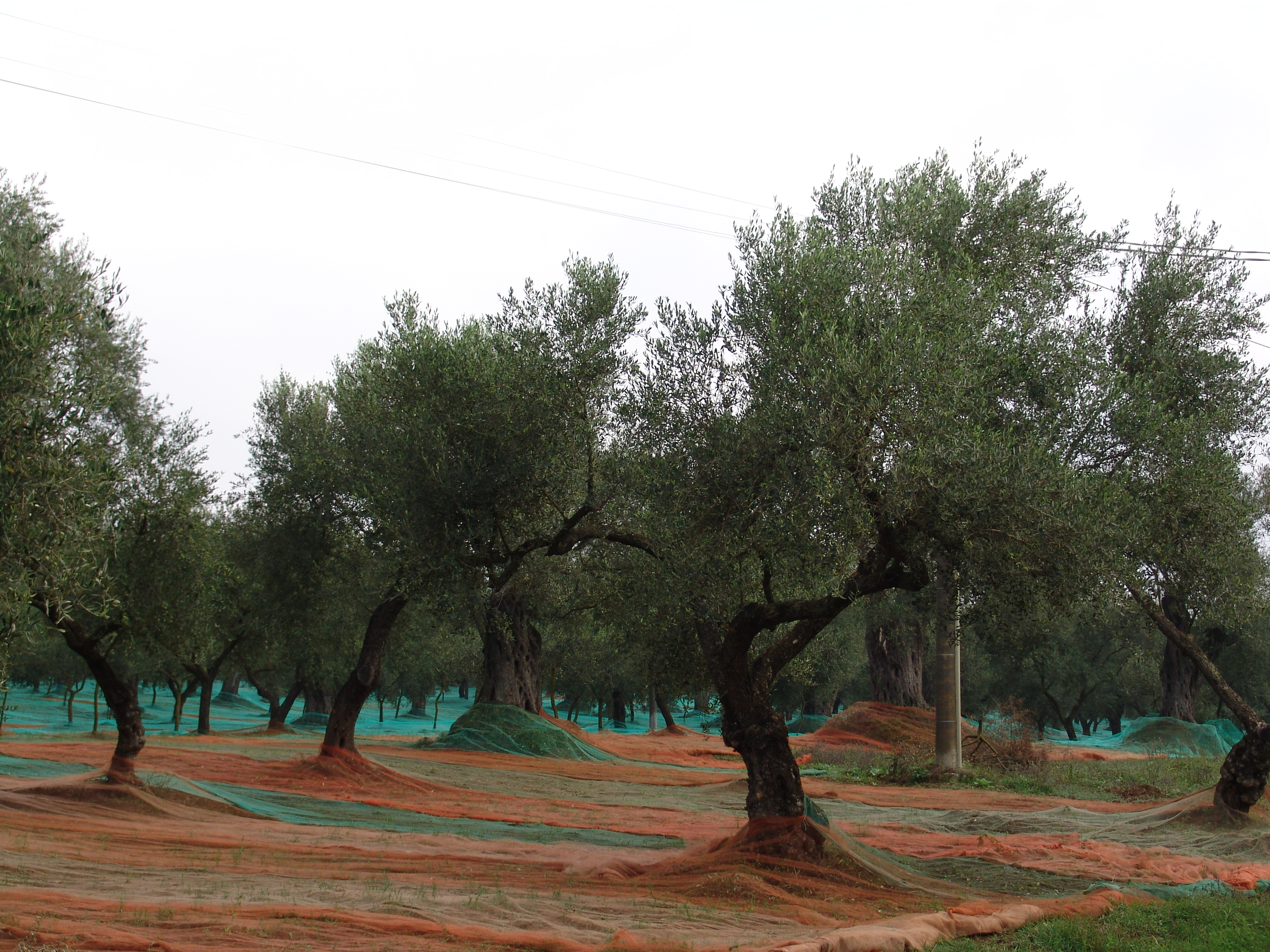
بیشه زیتون در کالابریا.

درختان زیتون حتی زمانی که هرس نشده‌اند رشد آزادانه‌ای دارند و دارای رشد بسیار آهسته‌ای هستند. اما هنگامی که امکان رشد طبیعی را در طول چند سال پیدا می‌کنند، گاهی قطر تنه آن‌ها به میزان چشمگیری افزایش می‌یابد. دوکاندول محیطی بیش از ۱۰ متر (۳۳ پا) را به ثبت رسانده که احتمال می‌رود عمر آن به چند قرن برسد. قدمت بعضی از درختان زیتون ایتالیا را به اولین سال‌های امپراتوری یا حتی روزهای جمهوری روم نسبت می‌دهند؛ اما همیشه سن چنین درختان باستانی در زمان رشد مورد تردید قرار می‌گیرد و شناسایی آن‌ها با توصیفات قدیمی هنوز دشوارتر است. درختان تحت پرورش به ندرت به ارتفاع بیش از ۱۵ متر می‌رسند (۵۰ فوت) و معمولاً در فرانسه و ایتالیا به وسیله هرس کردن‌های زیاد به ابعادی بسیار محدودتر منحصر می‌شوند. چوب آن که به رنگ زرد یا قهوه‌ای مایل به سبز روشن است اغلب با ته‌رنگ تیره‌تری رگه‌دار شده است و بسیار سخت و متراکم است. چوب آن برای قفسه‌سازان و خراطان تزئینی بسیار باارزش است. از چوب درخت زیتون زغال چوب نیز تهیه می‌شود.

## اقلیم و خاک مناسب
منطقه بومی و مسلم آن در سوریه و قسمت‌های ساحلی آسیای میانه، فراوانی آن در یونان و مجمع الجزایر آن است. کنایات فراوانی که توسط شعرای قدیمی در مورد آن بکار رفته نشان می‌دهد که زیتون بومی این نواحی بوده است اما در نواحی دور افتاده از مشرق زمین زیتون کشت نشده و کم و بیش به شکل نوع ابتدایی خود بازگشته است. این مسئله نشان‌دهنده مزیتی ویژه برای خاک‌های آهکی و تمایل به نسیم دریایی است. درحالی که شکوه و جلال خاصی بر روی سراشیبی‌های آهکی و پرتگاه‌هایی که بیش‌تر سواحل شبه جزیره یونان و جزایر کنار آن را تشکیل می‌دهند، ایجاد شده است.

## نگهداری و تکثیر
درخت زیتون از راه‌های مختلفی تکثیر می‌شود اما معمولاً روش قلمه زدن یا خوابانیدن شاخه ارجح است. این درخت در خاک‌های مساعد به آسانی درخت بید ریشه می‌کند و زمانی که قطع شود، مکنده‌ها را از ریشه جدا می‌کند. شاخه‌های مختلف این درخت را به اندازه‌های چند سانتی‌متری برش می‌دهند و به صورت نسبتاً عمیقی در زمین‌های کود داده شده می‌کارند. قطعات کوچک‌تر را گاهی به‌طور افقی داخل شیارهای کم‌عمقی قرار می‌دهند که اگر با چند سانتی‌متر خاک پوشیده شوند، به سرعت جوانه‌هایی شبه‌مکنده روی آن‌ها ظاهر می‌شود.
در یونان و جزایر آن پیوندزدن درختان اهلی با انواع وحشی عملی متداول است. در ایتالیا جوانه‌های جنینی، که برجستگی‌های کوچکی را روی شاخه به وجود می‌آورند، را به دقت جدا کرده و زیر خاک می‌کارند (که درآن‌جا می‌توانند رشد کنند). این جوانه‌های جنینی خیلی زود جوانه‌های قوی‌تری را تشکیل می‌دهند. بعضی اوقات شاخه‌های بزرگ‌تر را می‌برند و با این کار شاخه‌های جوانی به دست می‌آید. هم‌چنین گاهی مواقع زیتون از دانه رشد می‌کنند؛ برای این کار غلاف‌های روغنی را به منظور تسریع در رشد ابتدا در آب گرم یا در محلول‌های قلیایی خیس کرده و نرم می‌کنند.
در مشرق زمین کشاورزان به درختان زیتون توجه زیادی نمی‌کنند و شاخه‌ها بی آن‌که به وسیله چاقوهای هرس‌کاری کوتاه شوند، آزادانه رشد می‌کنند. با این همه در دوران خشکسالی طولانی و برای حفظ محصول باید آب لازم را تأمین کرد. این بی‌توجهی به کشت زیتون موجب می‌شود تا درختان در فواصل سه یا چهار سال محصول باردار بدهند؛ بنابراین اگرچه رشد وحشی از نظر ایجاد منظره زیبا مورد توجه است، این کار در زمین‌های مناسب و اقتصادی توصیه نمی‌شود. در نواحی مانند لانگیدوک و پروونس که در کشت این میوه دقت زیادی می‌شود، آن‌ها را در ردیف‌هایی با فواصل معین می‌کارند که این فاصله‌ها بر حسب گونه زیتون متفاوت است. درختان هرس شده و شاخه‌هایی که در سال گذشته دارای شکوفه بودند، حفظ می‌شوند و به منظور چیدن آسان میوه‌ها، نوک درخت را کوتاه نگه می‌دارند. هدف هرس کنندگان ایجاد شکلی گنبدی یا گرد برای درخت است.
گاهی فضای بین درختان را کود یا مواد نیتروژنی دیگری می‌ریزند. در فرانسه استفاده از کهنه‌های مندرس پشمی برای این کار مورد توجه قرار دارد. گاهی محصولات سالانه متنوعی در این ردیف‌ها کشت می‌شوند. در کالابریا حتی گندم را با این روش می‌کارند. اما درختانی که در طول سال فاقد برداشت دوباره هستند، برای این کار مناسب‌ترند. اخیراً گونه‌ای درخت کوتاه و پربار با میوه‌های سبز در مناطق خاصی مخصوصاً در آمریکا مورد توجه قرار گرفته که گفته می‌شود در این کشور یک محصول دو یا سه فصل بعد از کاشت تولید می‌شود. انواع معمولی قبل از گذشت پنج تا هفت سال از کاشتن قلمه‌ها، در زمین‌های زیتون برای پرورش‌دهندگان، سودمند نخواهند بود.
جدای خساراتی که بر اثر آب و هوا یا آفات آلی به زیتون وارد می‌شود، این میوه حتی در پرورش‌های بسیار دقیق هم در خطر است و درختان پرورش‌نیافته بزرگی که در ایتالیا و اسپانیا دیده می‌شوند، میزان درآمد خاصی را که موسسات برای پرورش‌دهندگان نسبت می‌دهند، حاصل نمی‌کنند. این درختان پیر اغلب محصول فراوان دارند اما به ندرت در دو سال متوالی این اتفاق می‌افتد و در بسیاری از موارد در ششمین یا هفتمین فصل می‌توان انتظار یک برداشت پربار را داشت.
زمانی که این میوه می‌رسد، پرورش‌دهندگان دقیق، آن را با دست چیده و برای انتقال به کارخانه درون پارچه یا سبدهایی می‌گذارند. اما در بسیاری از نواحی اسپانیا و یونان و به خصوص در آسیا، زیتون‌ها را با استفاده از اشیاء بلند یا با تکان دادن شاخه‌ها می‌چینند یا حتی اجازه می‌دهند تا آن‌ها به‌طور طبیعی روی زمین بیفتند تا وقتی که مالکان به راحتی اجازه جمع‌آوری آن‌ها را بدهند؛ بیشترین علت نامرغوبی روغن زیتون مربوط به بی‌دقتی مالکان درخت‌هاست. برداشت این محصول در جنوب اروپا در ماه‌های زمستان انجام شده و تا چند هفته ادامه می‌یابد؛ اما این زمان در هر کشور و نیز با هر فصل و نوع برداشت متفاوت می‌شود.

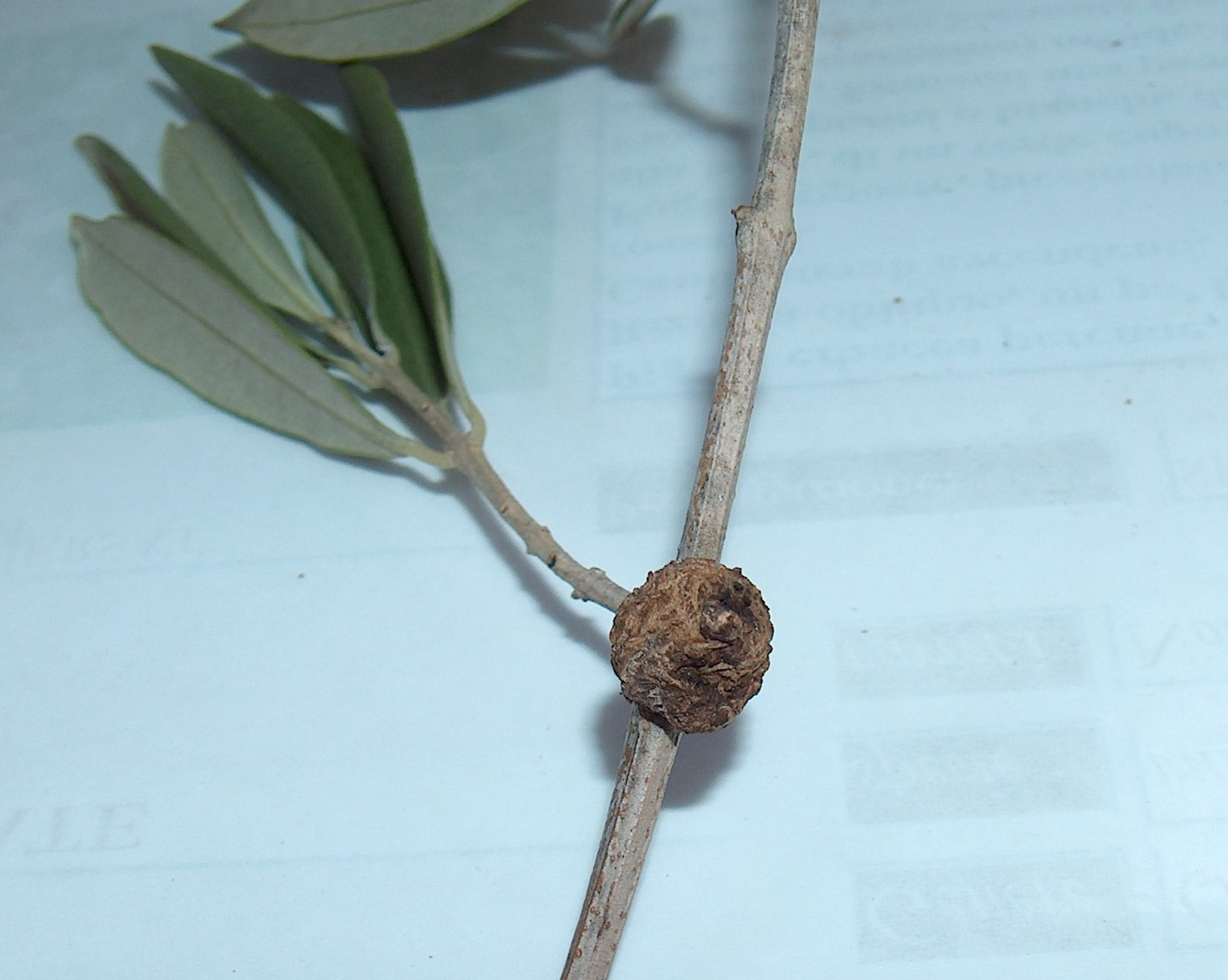
آفت Pseudomonas savastanoi که به شکل گرهی روی شاخه‌های زیتون رشد کرده است. این آفت علت باکتریایی دارد.

مقدار روغن موجود در زیتون بیشتر به نوع میوه بستگی دارد؛ معمولاً پیرابر گیاه از ۶۰ تا ۷۰ درصد محصول می‌دهد. در دوران باستان پرورش‌دهندگان زیتون معتقد بودند اگر این گیاه را به فاصله بیش از چند لیگ از دریا بکارند، گیاه موفقی نخواهد بود (تئوفراستوس طولی حداقل حدود ۵۵۵۰۰ متر را معین می‌کند). اما تجربیات جدید این نظر را تأیید نمی‌کند و اگرچه ساحل مزیتی دارد اما زیتون مدت‌های طولانی در نواحی بسیار دوری داخل کشورها کاشته شده است. ظاهراً خاک‌های دارای کلسیم اگرچه خشک و ضعیف باشند، برای رشد سلامت این گیاه بسیار مناسب است. اگرچه این گیاه درصورت زهکشی خوب در هر نوع خاک سبک و حتی در خاک‌های رسی پرورش می‌یابد. اما همان‌گونه که پلینی اظهار می‌کند، این گیاه در خاک‌های غنی بیشتر مستعد بیماری است.
در برخی سال‌ها زیتون در معرض حمله آفات گوناگونی است. یک عامل قارچی در چند فصل پربار تمام درخت را فراگرفته و خسارت شدیدی را به باغ وارد می‌کند. گونه‌ای از گوییزه‌ها به نام Pseudomonas savastanoi به شکل غده در شاخه‌ها رشد می‌کند و کرم‌های پلک بالی از گل‌ها و برگ‌ها تغذیه می‌کنند. در حالی که خسارت اصلی بر اثر حشراتی است که به میوه حمله می‌کنند. در فرانسه و شمال و مرکز ایتالیا درختان زیتون گاهی از سرما رنج می‌برند؛ در اوایل قرن هجدهم بسیاری از درختان بر اثر سرمای بسیار شدید و غیرعادی کنده شده و بر زمین افتادند. بادهای شدید و باران‌های مداوم در خلال فصل برداشت نیز موجب آزار میوه می‌شود.

## محصولات

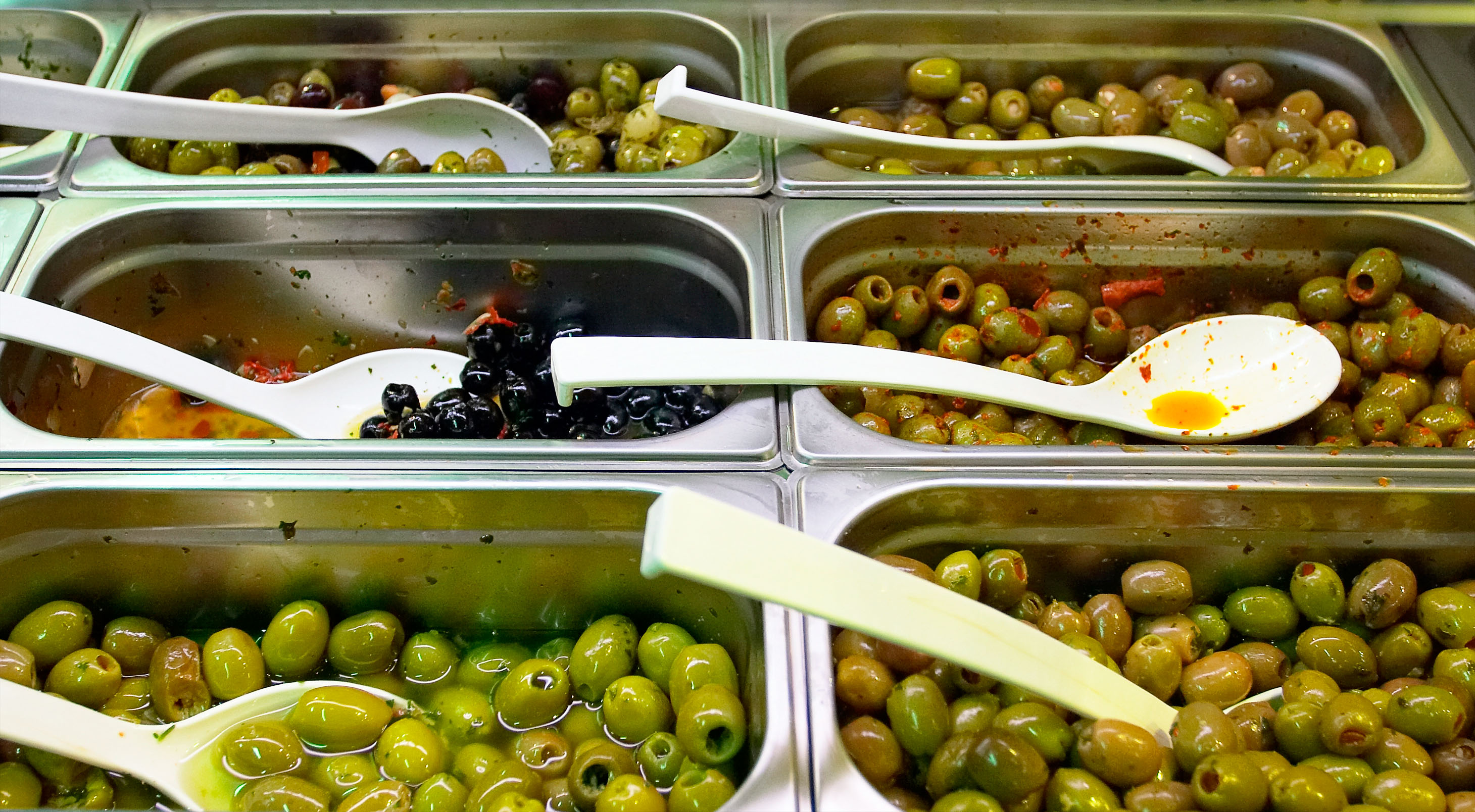
عرضه زیتون با نژادهای مختلف

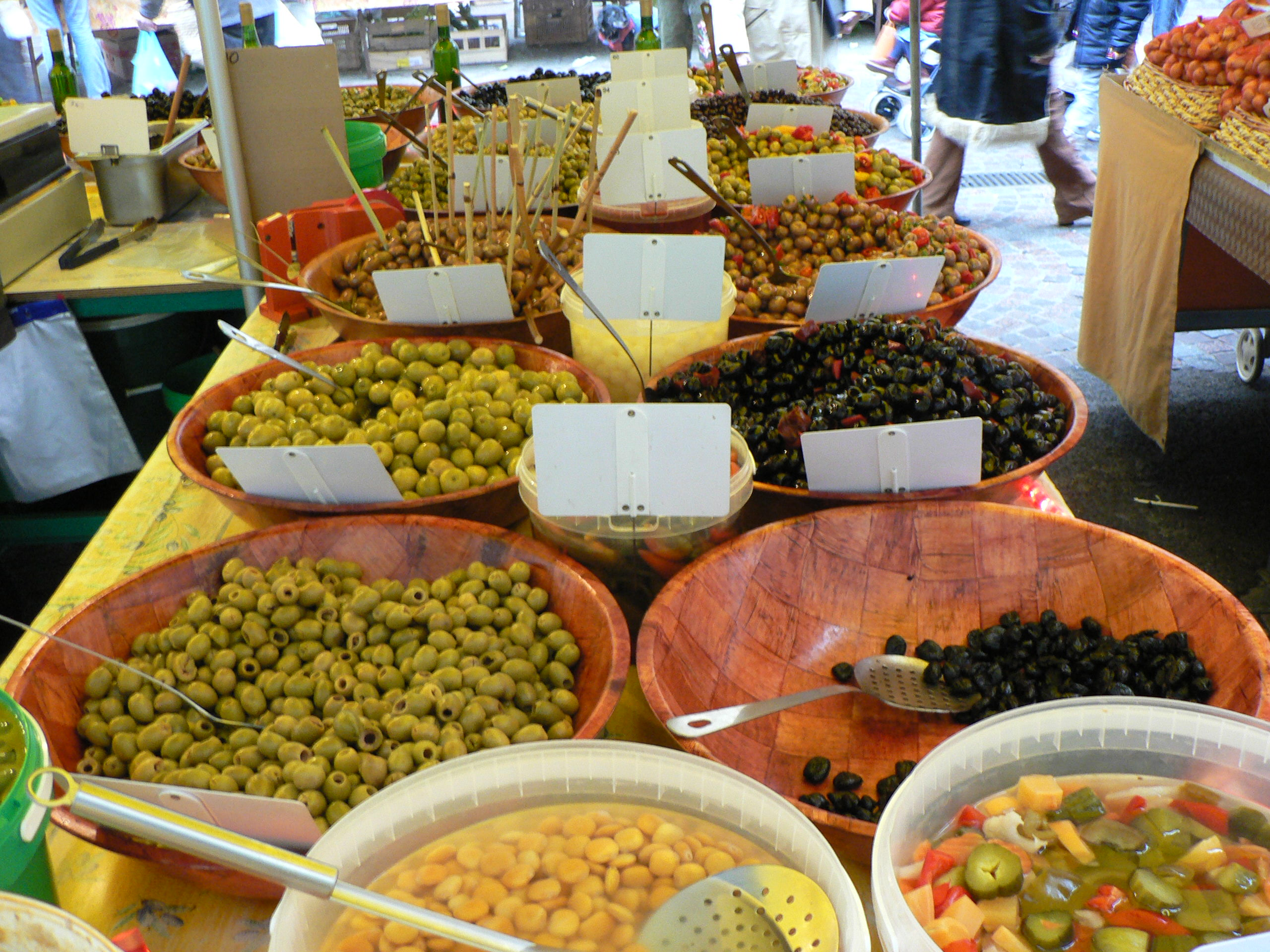
انواع زیتون در فروشگاهی در فرانسه

زیتون در دستورهای غذایی متفاوتی کاربرد دارد: در مخلوط‌های نوشیدنی چاشنی معروفی برای مارتینی است. در سوسیس‌ها ممکن است در مورد استفاده قرار بگیرد و … استفاده از آن در پخت نان نیز بسیار رایج است.

### روغن زیتون
روغن زیتون را از میوه درخت زیتون استخراج می‌کنند. روغن زیتون را با فشردن میوه زیتون به دست می‌آورند. روغن زیتون دارای مقدار زیادی چربی اشباع نشده است.
روغن به وسیلهٔ خرد کردن کامل زیتون و جدا کردن روغن به وسیلهٔ روش‌های مکانیکی یا شیمیایی تولید می‌شود. این روغن به وفور در آشپزی، لوازم آرایش، دارو و صابون در قدیم به عنوان سوخت چراغ‌های روغنی استفاده می‌شود.
روغن زیتون در سرتاسر جهان استفاده می‌شود، مصرف عمدهٔ آن در کشورهای حوزه مدیترانه است.

#### انواع کیفیت روغن زیتون
- روغن زیتون بکر: به روغن زیتونی گفته می‌شود که تنها توسط فرایندهای فیزیکی استخراج شده و هیچ نوع فرایند شیمیایی بر روی آن صورت نگرفته است.
- روغن زیتون تصفیه شده: این روغن با استفاده از فرایندهای شیمیایی تصفیه شده و مقدار اسید چرب آزاد آن کاهش یافته است. این روغن در مقایسه با روغن زیتون بکر از ارزش تجاری کمتری برخوردار است.
- روغن تفاله زیتون: این روغن با استفاده از استخراج حلالی روغن موجود درگوشت میوه زیتون به وسیله هگزان به دست می‌آید.

### زیتون پرورده
زیتون پَرورده، گونه‌ای خوراک تهیه‌شده از زیتون و مواد دیگر است. زیتون پرورده ویژه گیلان است. از زیتون پرورده بیشتر به عنوان چاشنی کنار غذای اصلی استفاده می‌کنند.

## خواص زیتون و روغن آن

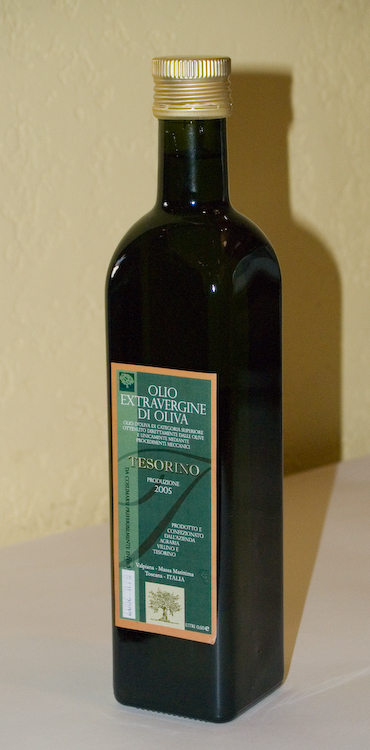
روغن زیتون

زیتون حاوی میزان زیادی روغن غیراشباع مونو است.
حاوی مواد شیمیایی گیاهی است که باعث کاهش کلسترول و خطر ابتلا به سرطان می‌شود.
حاوی میزان زیادی آنتی‌اکسیدان است. دوام و مدت نگاهداری آن نسبت به روغن‌های دیگر بیشتر است و حتی می‌توان آن را فریز کرد. مصرف روغن زیتون خطر سرطان سینه را کاهش می‌دهد. همچنین روغن زیتون به جز خاصیت ضد سرطانی فواید فراوانی دارد که از آن جمله ملین بودن آن برگ زیتون به عنوان یکی از درمان‌های سنتی برای نقرس و رماتیسم مورد استفاده قرار می‌گیرد.

### تأثیر روغن زیتون در بهبود جریان خون
اجزای مغذی خاص در روغن زیتون و برخی غذاهای دیگر می‌تواند دلیل تأثیر مثبت رژیم غذایی مدیترانه‌ای بر سلامت قلب باشد. این ترکیبات که فنل نامیده می‌شوند، اثر آنتی‌اکسیدانی، ضدالتهابی و جلوگیری از تشکیل لخته در عروق دارند. در یک مطالعه تأثیر سودمند روغن‌های زیتون سرشار از فنل بر عملکرد عروق خونی مشخص شده است. مصرف غذاهای غنی از ترکیبات فنلی می‌تواند سلامت قلبی عروقی را بهبود بخشد و بر قلب نیز تأثیر حفاظتی دارد. تحقیقات نشان داده که مصرف روزانه دو قاشق غذا خوری (۲۳ گرم) روغن زیتون، خطر ابتلا به بیماری‌های قلبی را کاهش می‌دهد که این امر، به دلیل وجود چربی‌های اشباع نشده در این روغن است؛ بنابراین برای جلوگیری از ابتلا به این بیماری، بهتر است که به جای چربی‌های اشباع شده از روغن زیتون استفاده شود تا میزان مصرف کالری روزانه از حد لازم بیشتر نباشد.

### مراقبت از پوست
روغن زیتون از قدیم به عنوان دارویی برای مراقبت از پوست در خانه استفاده می‌شد. مصری‌ها از زمان فرعون از آن در کنار موم زنبور عسل به عنوان پاک کننده، مرطوب‌کننده و ضد باکتری استفاده می‌کردند.

## زیان‌ها
با گرم شدن، کمی از طعم و بوی این روغن از دست می‌رود.
گرم شدن در دمای بالا می‌تواند باعث بی‌ثباتی و ناپایداری روغن شود که باعث ایجاد بیماری‌های قلبی در مصرف‌کنندگان شود.
زیتون درختی پر ثمر و روغن میوه آن، غذا و دارویی مفید و در درمان اختلالات گوارشی، کبدی، کلیوی، پوستی و عفونی است. مصرف زیاد میوه زیتون سبب لاغری، بی‌خوابی و اختلالات تنفسی می‌شود.

## روز جهانی درخت زیتون
روز جهانی درخت زیتون در چهلمین جلسه کنفرانس عمومی یونسکو در سال ۲۰۱۹ اعلام شد و هر ساله در ۲۶ نوامبر برگزار می‌شود. از زمان‌های قدیم، نماد صلح، خرد و هماهنگی بوده است و به همین دلیل نه‌تنها برای کشورهایی که این درختان نجیب در آن رشد می‌کنند، بلکه برای مردم و جوامع در سراسر جهان مهم است. حفظ و پرورش درخت زیتون یک ضرورت رو به رشد است زیرا جهان در حال مبارزه و سازگاری با تغییرات آب‌وهوایی است. حفاظت از میراث فرهنگی و طبیعی، از جمله مناظر، در قلب مأموریت یونسکو است و گرامیداشت روز جهانی درخت زیتون، تلاش‌های پایداری زیست‌محیطی را تقویت می‌کند. هدف از روز جهانی درخت زیتون تشویق حفاظت از درخت زیتون و ارزش‌های آن است تا اهمیت اجتماعی، فرهنگی، اقتصادی و زیست‌محیطی آن برای بشریت درک شود. چیزهای زیادی برای یادگیری، به اشتراک گذاری و جشن گرفتن در روز جهانی درخت زیتون وجود دارد و یونسکو همه را تشویق می‌کند تا از طریق فعالیت‌های مختلف مانند مناظرات، کنفرانس‌ها، کارگاه‌ها، رویدادهای فرهنگی، ارائه‌ها یا نمایشگاه‌ها به آن بپیوندند.